# الواحات البحرية
الواحات البحرية هي إحدى واحات الصحراء الغربية في مصر، وتتبع محافظة الجيزة، وتقع على بعد 365 كيلومتر إلى الجنوب الغربي من الجيزة. يربطها بالجيزة والقاهرة الكبرى طريق القاهرة الواحات الصحراوي. وهي تقع على منخفض مساحته أكبر من 2000 كيلومتر متر مربع. ويوجد بها نحو 400 عين للمياه المعدنية والكبريتية الدافئة والباردة. مركزها مدينة الباويطي.
الواحات البحرية كانت تتبع إقليم أوكسيرنخوس (البهنسا). 
 جنود الجيش الرومانى المُكَوَّنْ من المصريين والرومان غالباً ما كانوا يتحركون قي الوادي بين مدينة أوكسيرنخوس والواحات البحرية، حيث كانوا يحتلون الجزء الشمالي من الواحة شرق الباويطي. وخلال الفترة المسيحية عندما دخلت مصر تحت حكم الرومان، عُرِفَتْ الواحات البحرية باسم واحة البهنسا. وهي فترة لم تكن آمنة بالنسبة للواحات. القائد الرومانى هادريان هو الذي كان يُشْرِفْ على القوات العسكرية قي الواحات وذلك قي حوالي سنة 213 ميلادية.
 كان هناك إحتلالاً ليبياً نوباتيا الذي دُمِّرَ فيه العديد من القرى في الواحات وفى سنة 399 وضع الرومان أو لاحقاً البيزنطيين معسكراتهم على الحدود.[بحاجة لمصدر]

## المعالم الأثرية
من أهم المعالم الأثرية بالواحات البحرية مقابر الأسرة السادسة والعشرين، وجبانة الطيور المقدسة وبقايا قوس النصر الروماني، وأطلال معبد إيزيس، وأطلال معبد يرجع إلى عصر الإسكندر الأكبر كما تحتوي على مقبرة وادي المومياوات الذهبية.
عُثر على هيكل ديناصور في الواحات البحرية عام 1912 وحفظ في متحف ميونيخ في ألمانيا، إلا أن المتحف دمر أثناء الحرب العالمية الثانية وضاعت معظم أجزاء الديناصور، وتبقى بعض الصور الفوتوغرافية والرسومات التي رسمها له العالم الجيولوجي الألماني «شترومر». وجد بعد ذلك عدة حفريات له في مراكش والجزائر والنيجر ولكنه يسمى الديناصور المصري.
كذلك عثر على نوع آخر من الديناصورات في الواحات البحرية وسميت بحرية صور.

## معرض صور

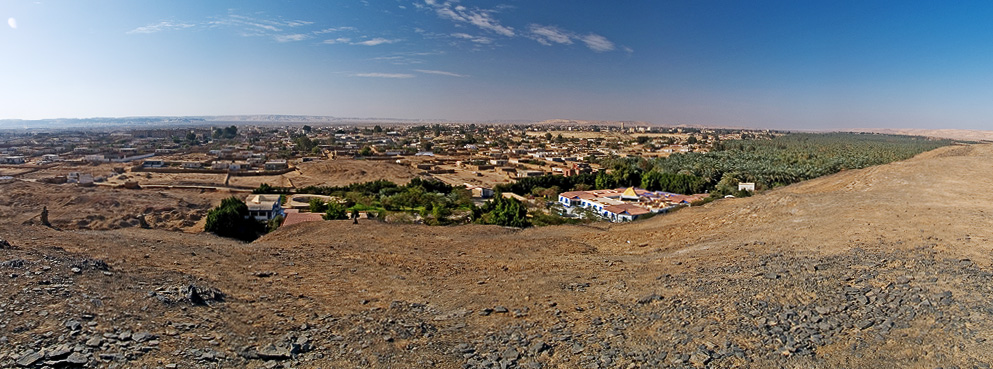
منظر للواحات البحرية من أعلى الجبل الأسود
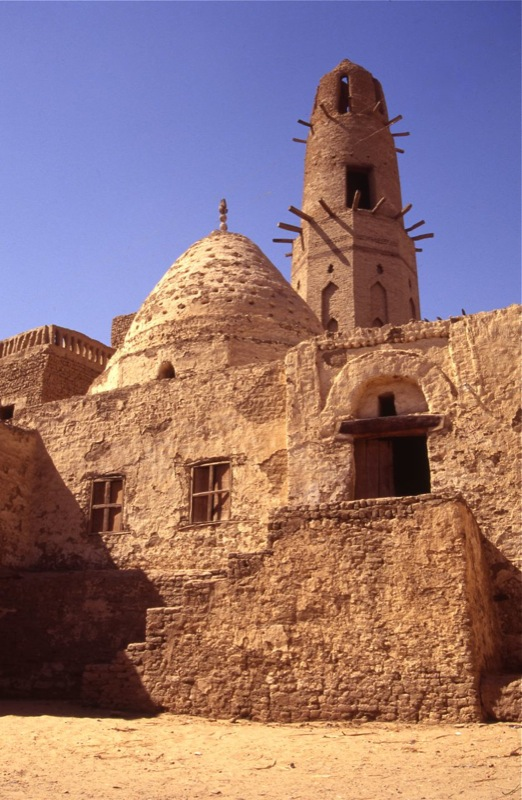
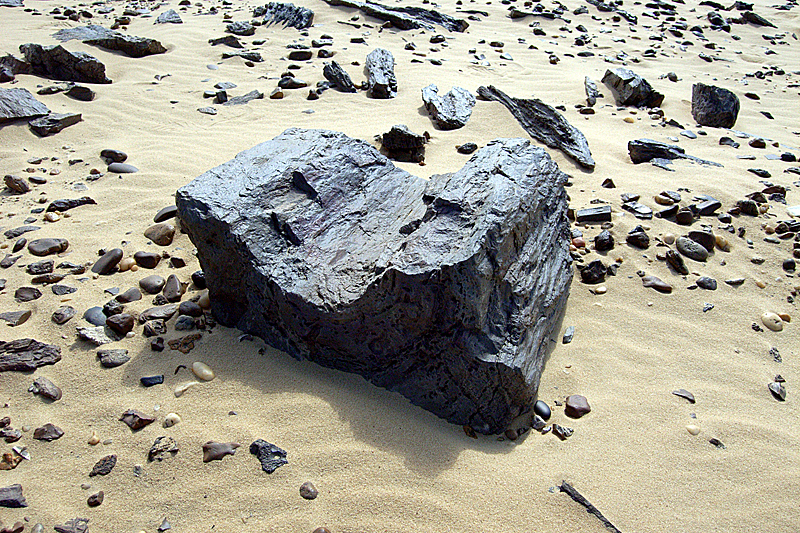
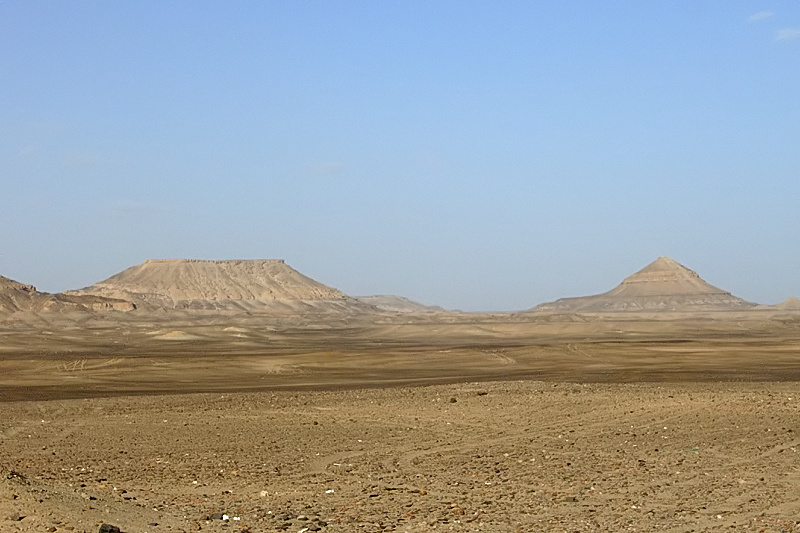
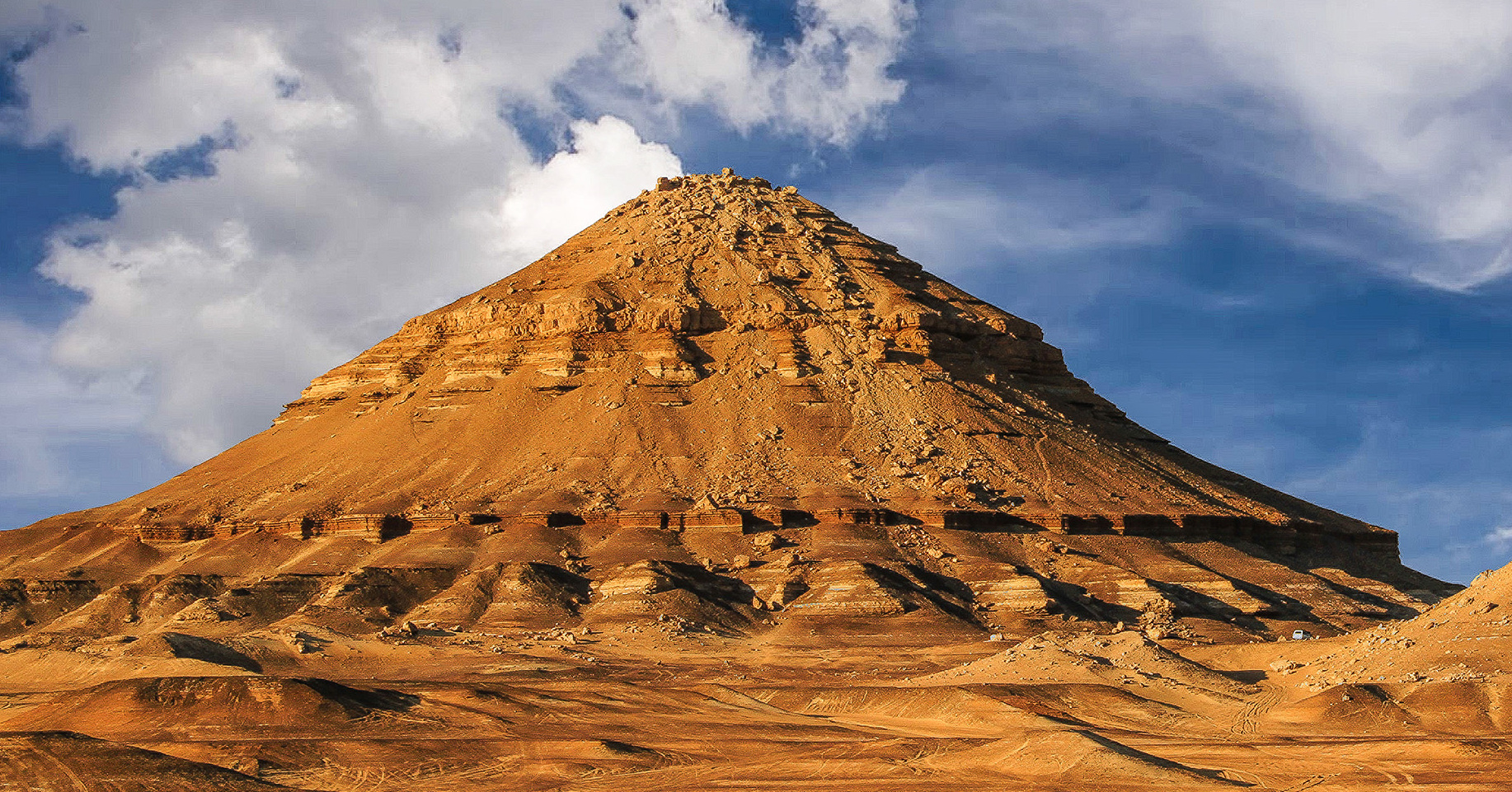
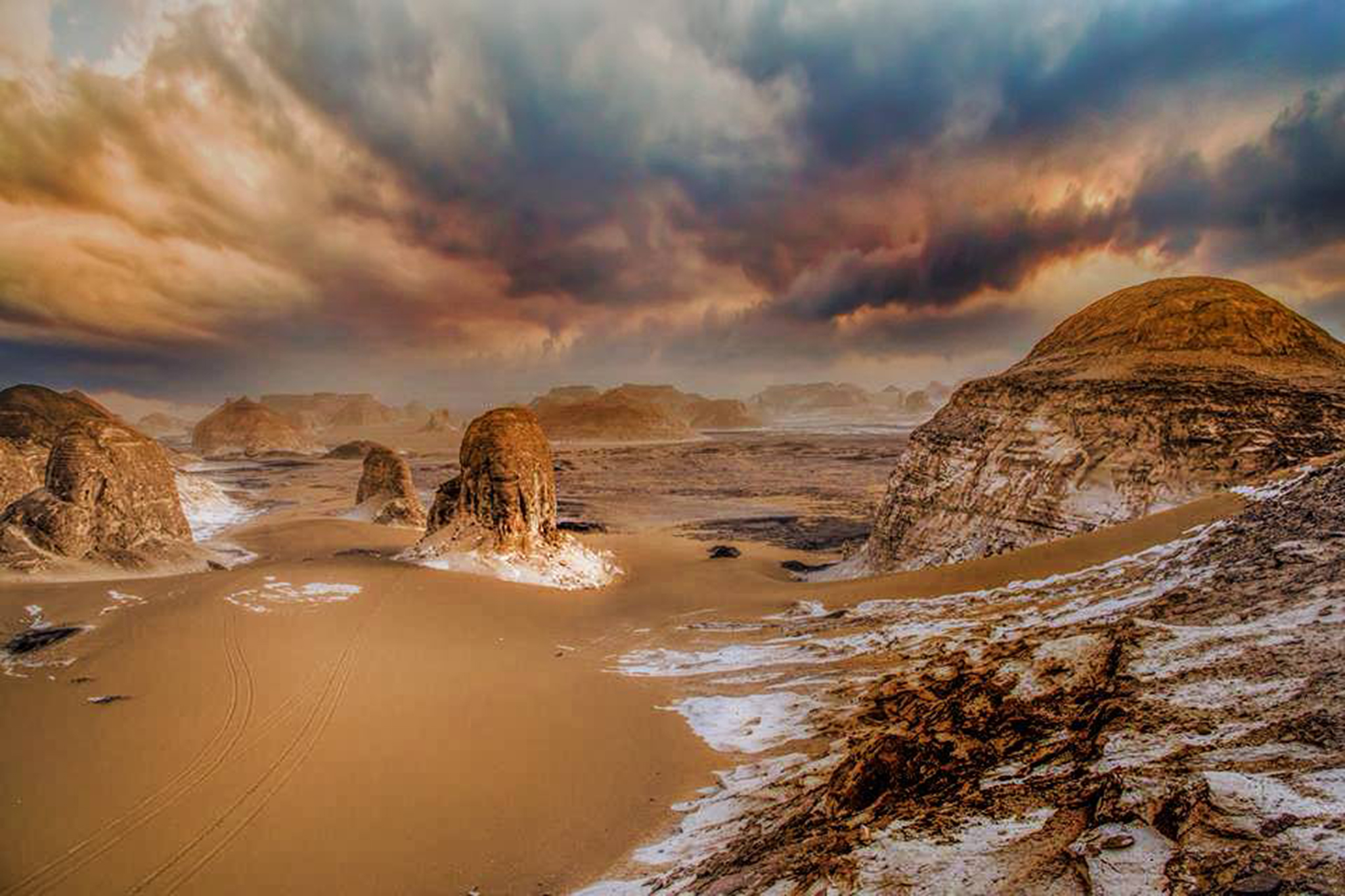
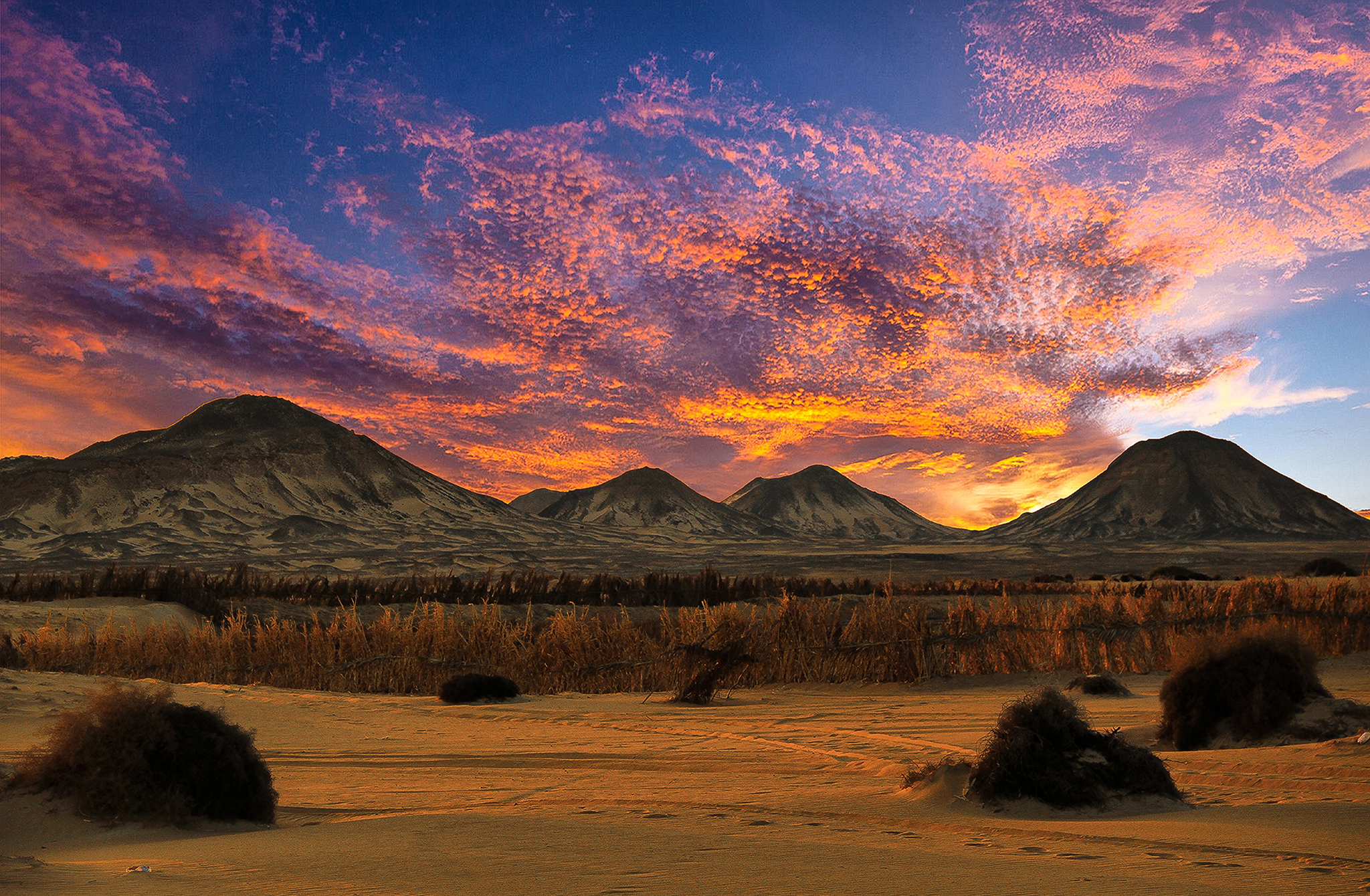
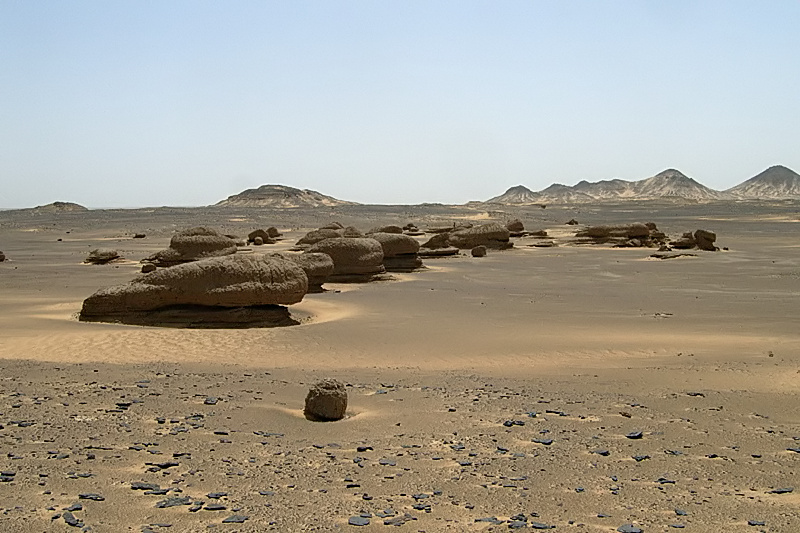
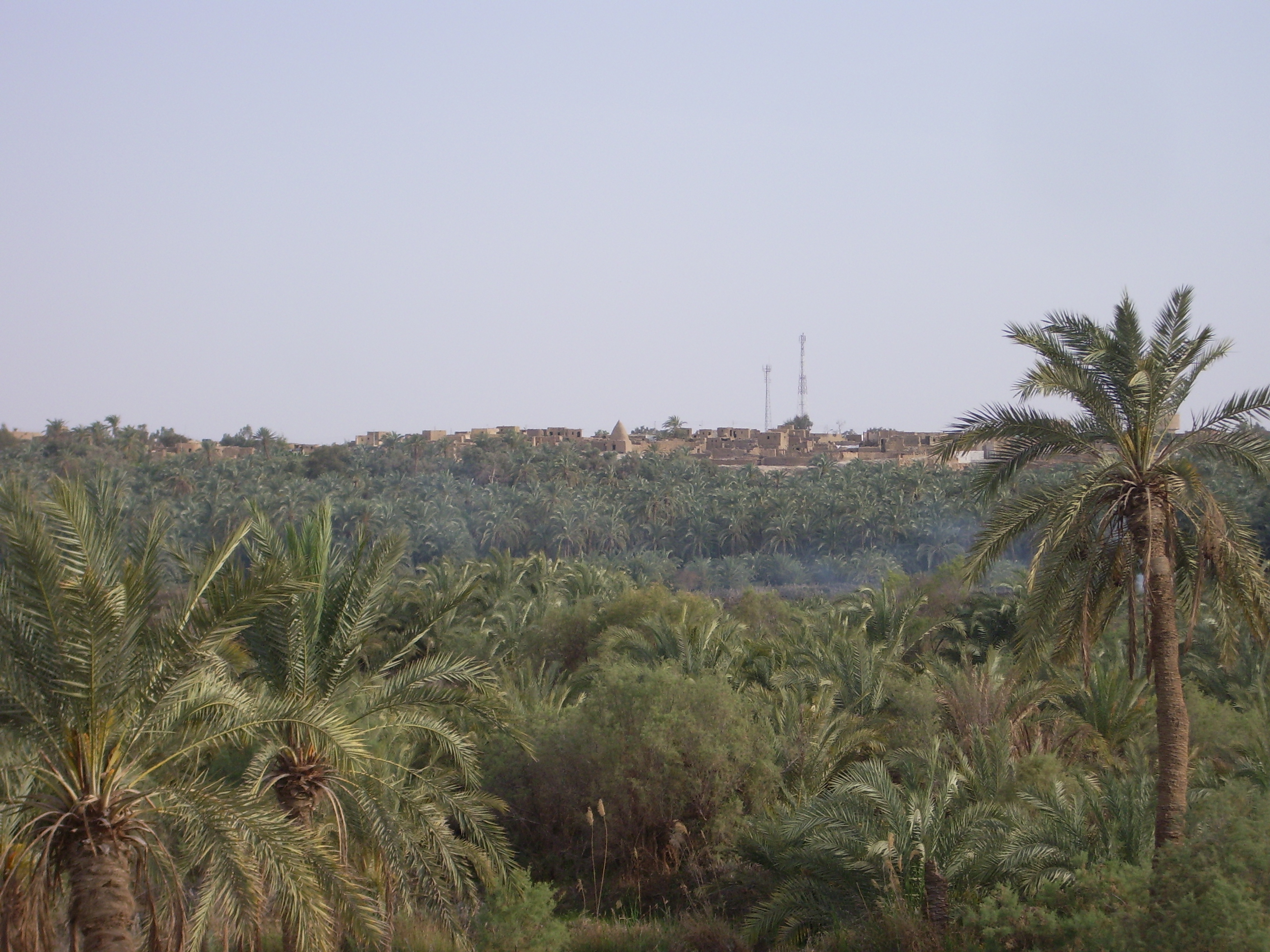
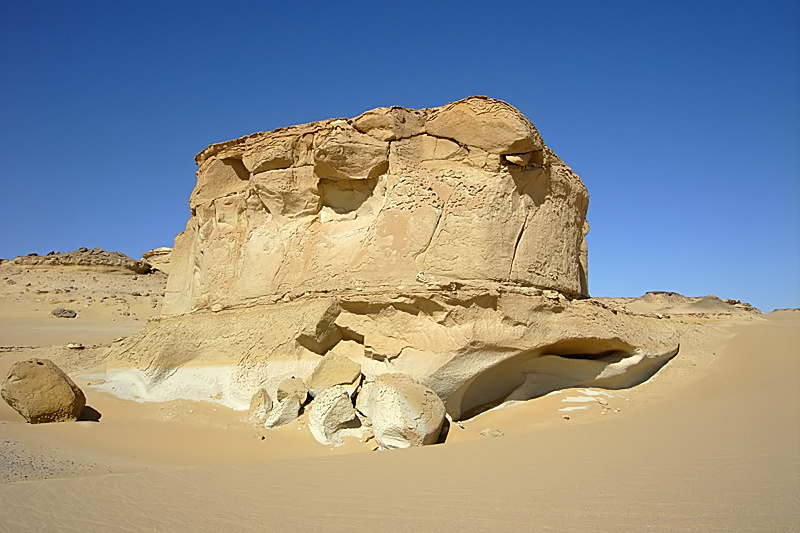